# Alton, Hampshire
Alton este un oraș în comitatul Hampshire, regiunea South East England, Anglia. Orașul se află în districtul East Hampshire.